# Cercopithecus dryas
Il cercopiteco dryas (Cercopithecus dryas) è un primate della famiglia delle Cercopithecidae. Un tempo era ritenuto una sottospecie del Cercopiteco diana, al quale assomiglia molto.

## Descrizione
La gola e il lato anteriore degli arti sono di colore bianco, l'estremità del dorso grigio-verdastro e le parti posteriori azzurro vivo; il resto del corpo è nero.
La lunghezza del corpo varia tra 40 e 55 cm, la coda può arrivare a 75 cm; il peso è tra 4 e 7 kg.

## Distribuzione e habitat
Vive solo in una ristretta area al centro della Repubblica Democratica del Congo. L'habitat è costituito da foreste secondarie.

## Biologia
Conducono vita arboricola e l'attività è diurna. Vivono in gruppi con un solo maschio adulto, che possono comprendere fino a 30 individui.